# Renate und Werner Leismann

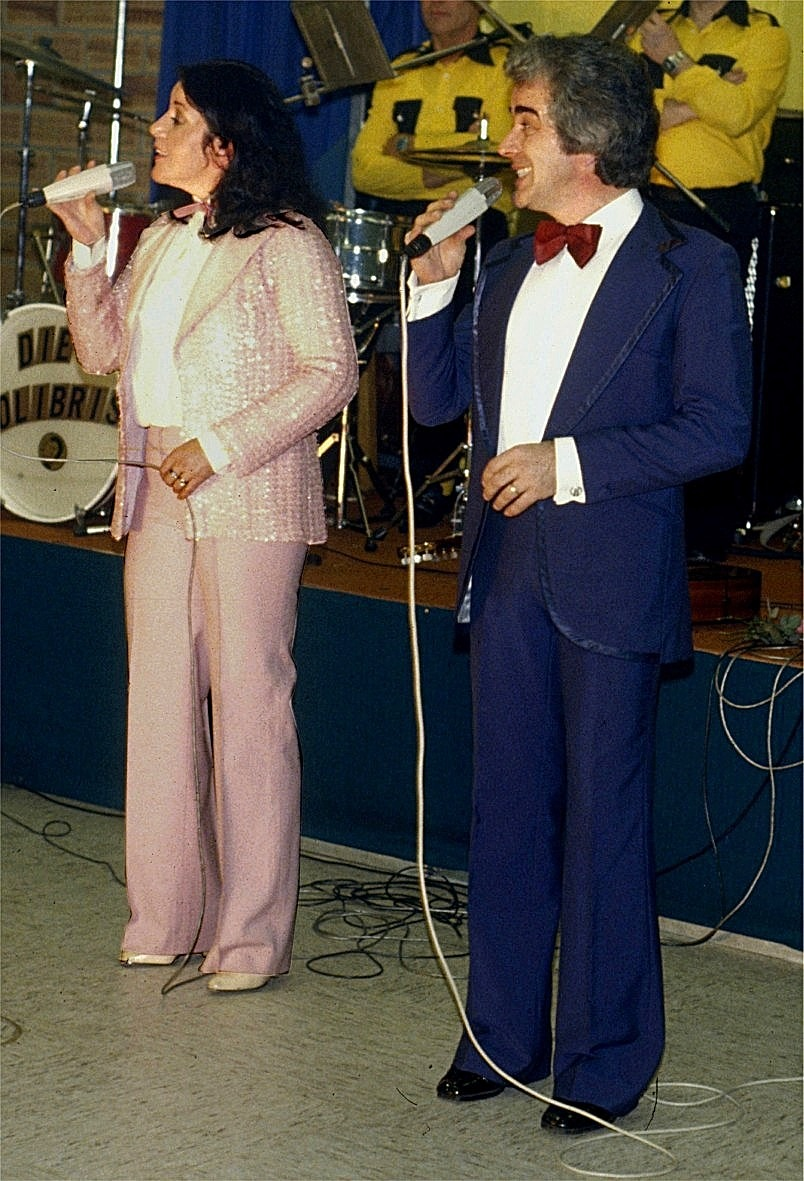
Renate und Werner Leismann (1980)

Renate und Werner Leismann (auch bekannt als Geschwister Leismann) waren ein deutsches Gesangsduo auf dem Gebiet des Schlagers und der volkstümlichen Musik.

## Werdegang
Die Geschwister Renate (* 16. April 1942; † 3. Februar 2016 in Schmallenberg-Holthausen) und Werner Leismann (* 31. Dezember 1936; † 21. April 2015 in Schmallenberg) wuchsen in Schmallenberg auf, gingen dort zur Schule und machten beide bei Falke-Moden eine Ausbildung zum Textildesigner.
Ende der 1950er Jahre wurden sie von Peter Frankenfeld in seine Fernsehsendung „Toi, toi, toi“ eingeladen und danach einem größeren Publikum bekannt. Die beiden veröffentlichten ihre erste Schallplatte und 1962 den ersten Hit (Gaucho Mexicano), dem zahlreiche weitere folgten. In der Liste der Jahreshitparade 1963 kam der Titel Gaucho Mexicano auf Platz 5. In den Bravo-Jahrescharts 1963 belegte er den Platz 7. Das Duo war später Dauergast in vielen Fernseh- und Hörfunksendungen und erhielt mehrere Goldene Schallplatten. 
Das Geschwisterpaar nahm an den Deutschen Schlagerfestspielen 1965 in Baden-Baden teil, erreichte jedoch mit Das Leben ist wunderbar nur den 9. und mit Mir geht’s genauso wie dir den 11. Platz. In den Jahren 1968 bis 1970 nominierte eine Jury aus einer Vielzahl eingereichter Titel das Paar für den Deutschen Schlager-Wettbewerb 1968, 1969 und 1970. Im Jahr 1969 kam das Geschwisterpaar im Endergebnis mit dem Titel Komm an meine grüne Seite auf den 7. Platz. 1968 und 1970 konnten sich die Titel nicht für die Endrunde qualifizieren.
Das Geschwisterpaar feierte nach einem Wechsel zum Produzenten Jack White 1973 einen weiteren, allerdings letzten großen Erfolg mit Ein Schlafsack und eine Gitarre, mit dem sie im selben Jahr auch im Film Unsere Tante ist das Letzte zu sehen waren. Dieses Lied wurde inzwischen von etlichen anderen Künstlern aufgenommen und zählt zu den Evergreens des deutschen Schlagers. Bis in die 1980er Jahre trat das Duo im Fernsehen auf, wegen gesundheitlicher Probleme wurde es dann ruhiger um das Paar.
Im Januar 2010 kam das Comeback mit der Single Das Rothaarsteig-Lied, eine Auskoppelung aus dem gleichzeitig veröffentlichten Album Goldene Hits, produziert von Werner Leismann und Gerd Skolmar. Am 22. Oktober 2010 wurde das Gesangsduo mit der Goldenen Schallplatte für sein Lebenswerk und 50 Jahre Bühnenpräsenz ausgezeichnet.
Mit dem Album Die große Hit-Kollektion stiegen Renate und Werner Leismann am 13. März 2015 als Neueinsteiger in die deutschen Album-Charts auf Platz 18 ein. Die Doppel-CD enthält alte Hits und 15 erstmals veröffentlichte Songs.
Werner Leismann lebte in Moosthenning (Bayern), seine Ehefrau Brigitte starb im Jahr 2008. Sieben Jahre später starb Werner Leismann an den Folgen eines Schlaganfalls in seiner Heimatstadt.
Renate Leismann lebte in Schmallenberg und war mit dem US-Radio- und Tourmanager Gerd Skolmar verheiratet.

## Diskografie
Das Geschwisterpaar veröffentlichte 119 Tonträger, davon 63 Singles und 56 Alben. Es verkaufte über 13 Millionen Tonträger.

### Alben
Auswahl der veröffentlichten Alben:
- …aber der Wagen der rollt
- Am Lagerfeuer
- Auf, auf ihr Wandersleut
- Drei weiße Birken
- Ein Häuschen auf zwei Rädern
- Es wird ja alles wieder gut
- Komm’ mit nach Rio
- Mein Vater war ein Wandersmann
- Schöne Heimat – traute Lieder
- Von den blauen Bergen kommen wir
- Wir sind jung, die Welt ist offen[11]
- Wo der Wildbach rauscht
- Wo der Wind weht
- Goldene Hits
- Die große Hit-Kollektion 2015

### Erfolgstitel
- Fern, so fern von hier 1962
- Gaucho Mexicano 1962
- Im kleinen Dorf am Rio Grande 1963
- Tampico 1963
- Goldene Sonne von Mexico 1963
- Rot blüh'n die Rosen 1964
- Ein Boy ist ein Boy 1964
- Warten ist so schwer 1965
- Das Leben ist wunderbar 1965
- Mir gehts genauso wie dir 1965
- Dreamboat 1965
- Komm an meine grüne Seite 1969
- Ferien auf dem Bauernhof 1970
- Es dunkelt schon in der Heide 1971
- Das Riesenrad des Lebens 1971
- Wenn ein Stein ins Rollen kommt 1972
- Ein Schlafsack und eine Gitarre 1973
- Ein Häuschen auf zwei Rädern 1973
- Du bist die Rose vom Wörthersee 1974
- Guten Morgen liebe Sonne 1974
- Jubel, Trubel, Heiterkeit 1975
- Da macht jeder gerne mit 1975
- Hey Pepito 1976
- Das Rothaarsteig-Lied 2010
- Ein Schlafsack und eine Gitarre 2010

## Auszeichnungen
- 1962 – Goldene Schallplatte für Gaucho Mexicano
- 1975 – Goldene Schallplatte für Ein Schlafsack und eine Gitarre
- 1986 – Hermann-Löns-Medaille
- 2010 – Goldene Schallplatte für 50 Jahre Bühnenpräsenz